# 彼得大帝青铜骑士像
彼得大帝青铜骑士像位于涅瓦河南岸，它是俄羅斯圣彼得堡的象征，1782年法国著名的雕塑家法尔科耐在这里做出了他一生中最完美的杰作。以武力夺取沙皇宝座的德国女人叶卡捷林娜二世为了证明她是彼得大帝正统的继承人，修建了这个彼得青铜骑士像。
铜像的底座是1500公噸重的一整块花岗石，是在圣彼得堡芬兰湾处找到的，用了5个月的时间运到这里，在花岗石上面刻着“叶卡捷林娜二世纪念彼得大帝一世于1782年8月”。现在大家看到的彼得大帝所骑的马代表俄罗斯，它双脚腾空，好像要冲破一切阻力勇往直前，在马掌下有一个踏死的大蛇，它代表了瑞典人，正如雕塑展示的一样，彼得大帝冲破了重重阻力，在这片沼泽地建起了这座美丽的城市圣彼得堡，并建都于此，把落后、封建、贫穷的俄罗斯，带向了海洋与繁荣。
1834年在彼得青铜骑士像的周围开辟了一个巨型广场，由于它靠近著名设计师罗西于1829年至1834年修建的樞密院，所以命名为樞密院廣場，于1925年苏联政府为了纪念在100年前俄罗斯出现的反奴隶制度的热血的贵族青年，于1825年12月组织的十二月党人起义把这片广场命名为「十二月党人广场」，1992年苏联解体以后又重新起用了老的名字“参政院广场”，但是圣彼得堡人还是喜欢称它十二月党人广场。